# Замарайка (приток Иртыша)
Замарайка — река в Саргатском районе Омской области России. Устье реки находится в 1717 км по левому берегу реки Иртыш. Длина реки составляет 22 км.

## Данные водного реестра
По данным государственного водного реестра России относится к Иртышскому бассейновому округу, водохозяйственный участок реки — Иртыш от впадения реки Омь до впадения реки Ишим, без реки Оша, речной подбассейн реки — бассейны притоков Иртыша до впадения Ишима. Речной бассейн реки — Иртыш.